# 麦氏大宗祠 (深圳市)
麦氏大宗祠是一座位于深圳市光明区的家族祠堂建筑，始建于明代，是该地区麦氏家族的总祠，被誉为光明区麦氏家族的根源。该建筑现已列为深圳市文物保护单位。

## 概况
麦氏大宗祠始建于明末，后屡有重修。建筑坐北朝南，三进五开间布局，面阔18.6米，进深46.9米，占地面积872平方米。
宗祠前堂面阔五间进深三间，中堂宽五间深三间，前中后三堂均为尖山式硬山顶；前天井建有“宿国流芳”四柱三间三楼式石牌坊。

## 保护
- 2021年7月4日，深圳市人民政府公布为深圳市文物保护单位